# La Chapelle-Saint-Aubert
Pour les articles homonymes, voir La Chapelle, Chapelle Saint-Aubert et Aubert.
La Chapelle-Saint-Aubert est une commune française située dans le département d'Ille-et-Vilaine en région Bretagne, peuplée de 468 habitants.

## Géographie
La Chapelle-Saint-Aubert est située à 39 km au nord-est de Rennes et à 43 km au sud du Mont Saint-Michel, dans le pays de Fougères.

### Communes limitrophes
|                                             | Saint-Sauveur-des-Landes   | Romagné |
| Saint-Marc-sur-Couesnon (Rives-du-Couesnon) | La Chapelle-Saint-Aubert   |         |
| Saint-Jean-sur-Couesnon (Rives-du-Couesnon) | Vendel (Rives-du-Couesnon) | Billé   |

### Hydrographie
Pour un article plus général, voir Réseau hydrographique d'Ille-et-Vilaine.
La commune est située dans le bassin Loire-Bretagne. Elle est drainée par le Couesnon, le Moulin de la Charrière, et un autre petit cours d'eau,.
Le Couesnon, d'une longueur de 97 km, prend sa source dans la commune de Saint-Pierre-des-Landes et se jette  dans la Manche au niveau du Mont-Saint-Michel, après avoir traversé 25 communes. 

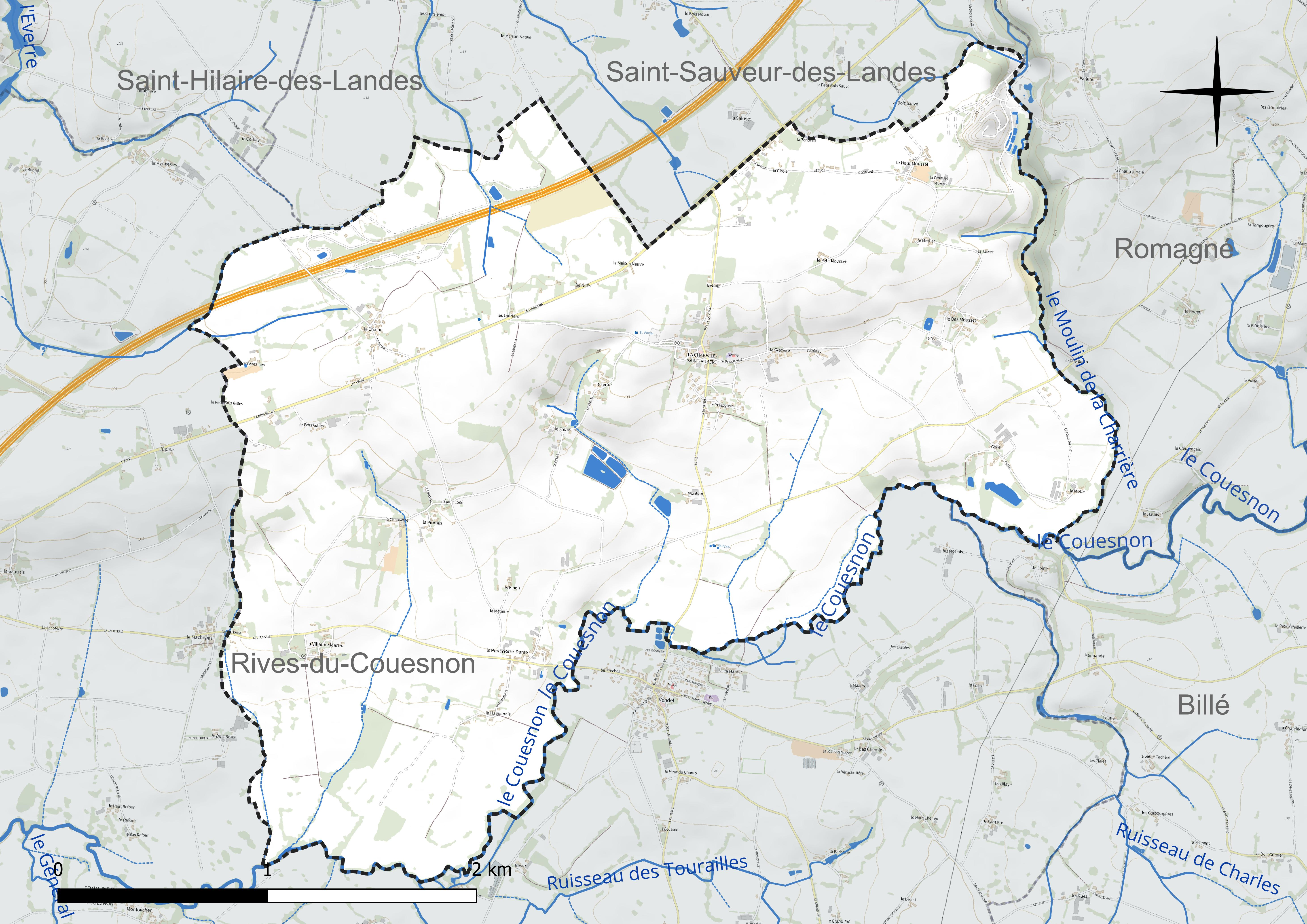
Réseau hydrographique de la La Chapelle-Saint-Aubert.

### Climat
Pour des articles plus généraux, voir Climat de la Bretagne et Climat d'Ille-et-Vilaine.
En 2010, le climat de la commune est de type climat océanique franc, selon une étude du CNRS s'appuyant sur une série de données couvrant la période 1971-2000. En 2020, Météo-France publie une typologie des climats de la France métropolitaine dans laquelle la commune est exposée à un climat océanique et est dans la région climatique  Bretagne orientale et méridionale, Pays nantais, Vendée, caractérisée par une faible pluviométrie en été et une bonne insolation. Parallèlement l'observatoire de l'environnement en Bretagne publie en 2020 un zonage climatique de la région Bretagne, s'appuyant sur des données de Météo-France de 2009. La commune est, selon ce zonage, dans la zone « Intérieur Est », avec des hivers frais, des étés chauds et des pluies modérées.  
Pour la période 1971-2000, la température annuelle moyenne est de 11,2 °C, avec une amplitude thermique annuelle de 13,1 °C. Le cumul annuel moyen de précipitations est de 842 mm, avec 13,3 jours de précipitations en janvier et 7,9 jours en juillet. Pour la période 1991-2020, la température moyenne annuelle observée sur la station météorologique la plus proche, située sur la commune de Fougères à 9 km à vol d'oiseau, est de 11,9 °C et le cumul annuel moyen de précipitations est de 939,1 mm,. Pour l'avenir, les paramètres climatiques de la commune estimés pour 2050 selon différents scénarios d'émission de gaz à effet de serre sont consultables sur un site dédié publié par Météo-France en novembre 2022.

## Urbanisme

### Typologie
Au 1er janvier 2024, La Chapelle-Saint-Aubert est catégorisée commune rurale à habitat dispersé, selon la nouvelle grille communale de densité à sept niveaux définie par l'Insee en 2022.
Elle est située hors unité urbaine. Par ailleurs la commune fait partie de l'aire d'attraction de Rennes, dont elle est une commune de la couronne,. Cette aire, qui regroupe 183 communes, est catégorisée dans les aires de 700 000 habitants ou plus (hors Paris),.

### Occupation des sols
L'occupation des sols de la commune, telle qu'elle ressort de la base de données européenne d'occupation biophysique des sols Corine Land Cover (CLC), est marquée par l'importance des territoires agricoles (97,5 % en 2018), en diminution par rapport à 1990 (99 %). La répartition détaillée en 2018 est la suivante : 
terres arables (47,2 %), prairies (25,7 %), zones agricoles hétérogènes (24,6 %), mines, décharges et chantiers (1,4 %), zones urbanisées (1 %). L'évolution de l'occupation des sols de la commune et de ses infrastructures peut être observée sur les différentes représentations cartographiques du territoire : la carte de Cassini (XVIIIe siècle), la carte d'état-major (1820-1866) et les cartes ou photos aériennes de l'IGN pour la période actuelle (1950 à aujourd'hui).

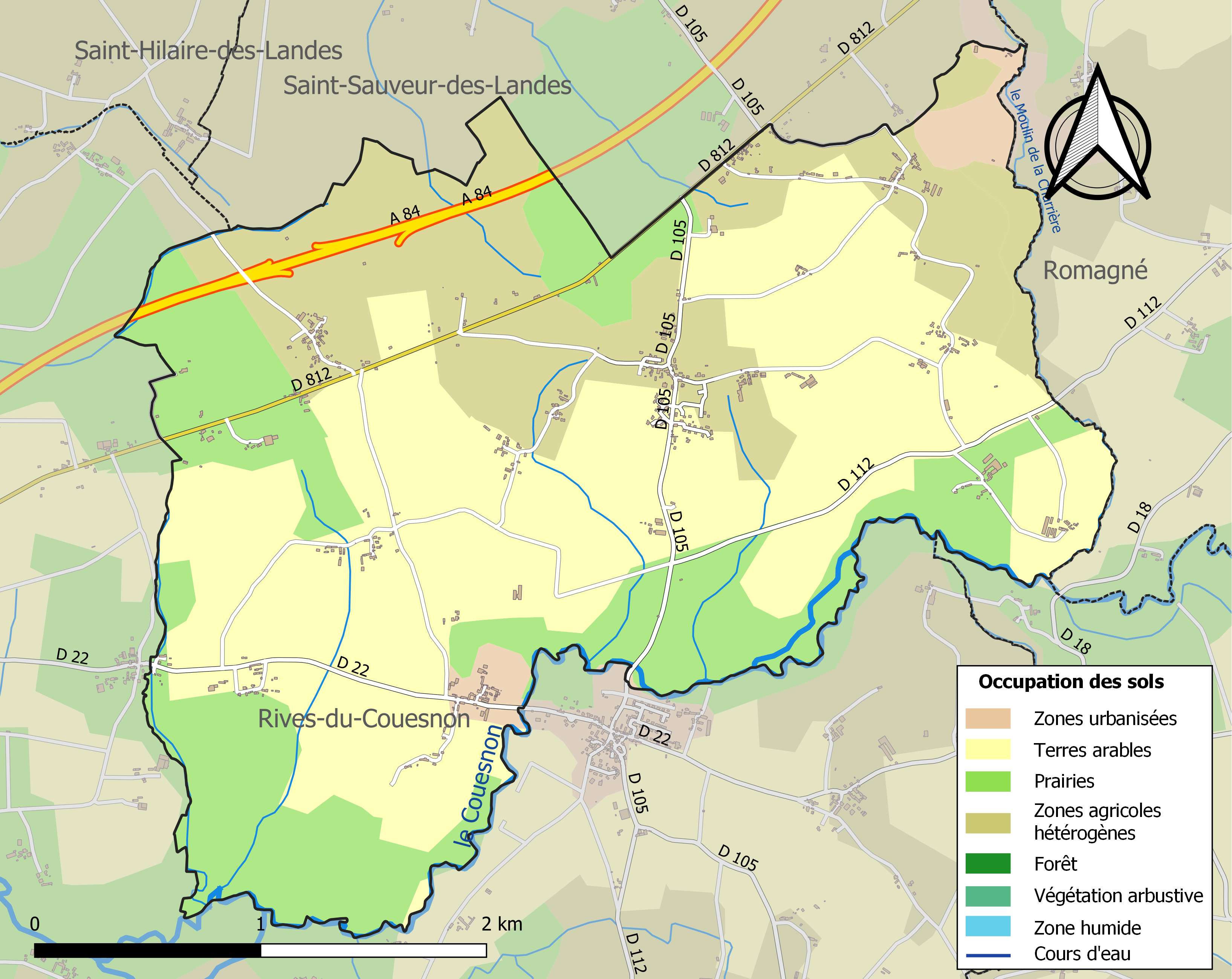
Carte des infrastructures et de l'occupation des sols de la commune en 2018 (CLC).

## Toponymie

### Attestations anciennes[16],[17]
Capella sancti Oberti, sancti Osberti (1095) ; Capella Sancti Auberti (1516).
La patron est saint Aubert, l'évêque d'Avranches fondateur du Mont-Saint-Michel.

## Politique et administration
| Période                                  | Période                  | Identité          | Étiquette | Qualité                         |
| ---------------------------------------- | ------------------------ | ----------------- | --------- | ------------------------------- |
| Maire en 1963                            | ?                        | Joseph Bazin      |           |                                 |
| juin 1995                                | mars 2001                | Daniel Henry      |           | Entrepreneur en travaux publics |
| mars 2001                                | octobre 2005 (démission) | Raymond Dandin    |           |                                 |
| novembre 2005                            | mars 2008                | Dominique Jourdan |           | Agriculteur                     |
| mars 2008                                | En cours                 | Christian Galle   | DVD       | Agriculteur                     |
| Les données manquantes sont à compléter. |                          |                   |           |                                 |

## Démographie
L'évolution du nombre d'habitants est connue à travers les recensements de la population effectués dans la commune depuis 1793. Pour les communes de moins de 10 000 habitants, une enquête de recensement portant sur toute la population est réalisée tous les cinq ans, les populations de référence des années intermédiaires étant quant à elles estimées par interpolation ou extrapolation. Pour la commune, le premier recensement exhaustif entrant dans le cadre du nouveau dispositif a été réalisé en 2008.
En 2022, la commune comptait 468 habitants, en évolution de +8,33 % par rapport à 2016 (Ille-et-Vilaine : +5,46 %, France hors Mayotte : +2,11 %).
| 1793 | 1800 | 1806 | 1821 | 1831 | 1836 | 1841 | 1846 | 1851 |
| ---- | ---- | ---- | ---- | ---- | ---- | ---- | ---- | ---- |
| 679  | 650  | 626  | 678  | 725  | 672  | 679  | 680  | 710  |

| 1856 | 1861 | 1866 | 1872 | 1876 | 1881 | 1886 | 1891 | 1896 |
| ---- | ---- | ---- | ---- | ---- | ---- | ---- | ---- | ---- |
| 680  | 706  | 691  | 625  | 645  | 628  | 582  | 566  | 545  |

| 1901 | 1906 | 1911 | 1921 | 1926 | 1931 | 1936 | 1946 | 1954 |
| ---- | ---- | ---- | ---- | ---- | ---- | ---- | ---- | ---- |
| 567  | 590  | 600  | 529  | 548  | 503  | 492  | 454  | 412  |

| 1962 | 1968 | 1975 | 1982 | 1990 | 1999 | 2006 | 2008 | 2013 |
| ---- | ---- | ---- | ---- | ---- | ---- | ---- | ---- | ---- |
| 379  | 399  | 352  | 377  | 387  | 359  | 399  | 411  | 426  |

| 2018 | 2022 | - | - | - | - | - | - | - |
| ---- | ---- | - | - | - | - | - | - | - |
| 446  | 468  | - | - | - | - | - | - | - |

## Lieux et monuments

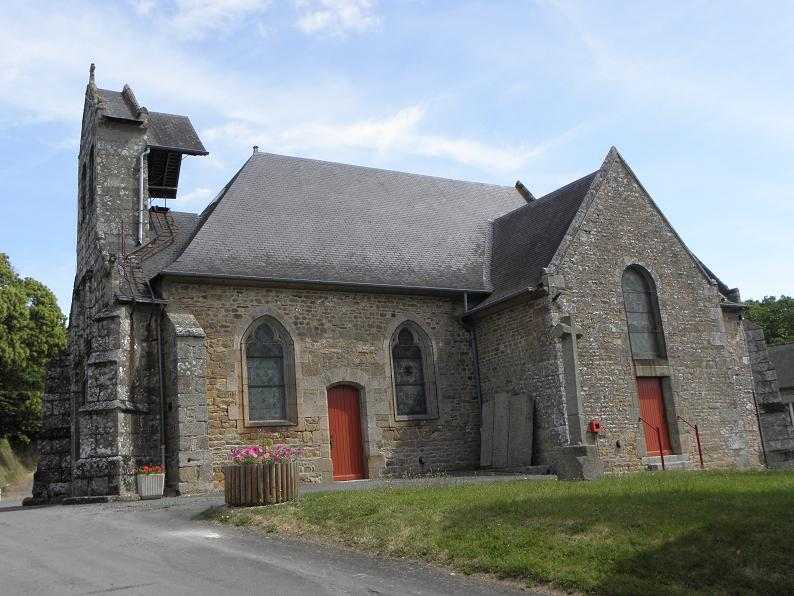
L'église Saint-Aubert.

- L'église paroissiale Saint-Aubert (XVe – XVIIIe siècles)[26].

## Personnalités liées à la commune
- Jean-Marie Manceau, accordéoniste diatonique (bouëzou) traditionnel.